# Besvärjelse
En besvärjelse är en trollformel, en fras bestående av vissa ord eller satser (formler), som anses besitta en magisk kraft, och riktar sig till ett ont väsen.
Etnologer gör ofta en åtskillnad mellan besvärjelser, som riktar sig till ett ont väsen, och signelser, som riktar sig till en lidande varelse för att hjälpa mot något ont, men denna åtskillnad är inte genomförd i all vetenskaplig litteratur.
Den, vilken innehar det rätta ordet, den rätta formeln för det eller det förhållandet, står därigenom i korrespondens med den makt (kraft, väsen, ande), som därvid är verksam, och äger härigenom möjlighet att befalla denne. Senare, i den mån denna uppfattning utbildar sig genom shamanism till magi, anses besvärjaren förmå framkalla andar såväl av naturföreteelser (demoner) som av avlidna samt genom dem avvända eller påföra sjukdom och olycka eller åstadkomma annan övernaturlig verkan. 
Besvärjelsen är ett konsekvent uttryck för den animistiska världsåskådningen och utgör så att säga animismens liturgi. I all sin ofullkomlighet anses den såsom ett det ursprungligaste uttryck för människans religiösa känsla. Enligt C.P. Tiele (Inledning till religionsvetenskapen, 1903) är besvärjelsen en urartad bön. Från bönen skiljer sig emellertid besvärjelsen väsentligt genom att vara ett maktspråk: den talande ställer sig över, ej under den tilltalade. En övergång till bön bildar de formler, i vilka besvärjaren gentemot en lägre makt åberopar en högre. 
Besvärjelseformler tillhör alla folkslag och har, fortplantade från de avlägsnaste tider, jämte andra animistiska lämningar, bibehållit sig till våra dagar också hos kulturfolken. Till och med inom kristendomen möter besvärjelsen, nämligen såsom exorcism. Vad nordborna beträffar, omtalas besvärjelser i våra fornurkunder under benämningen galdrar. Den äldsta antecknade germanska besvärjelseformeln är den från 900-talet bevarade s.k. Merseburgformeln. 